# Seven Femenino de Estados Unidos 2013
El Seven Femenino de Estados Unidos de 2013 fue la primera edición del torneo de rugby 7, fue el segundo torneo de la Serie Mundial Femenina de Rugby 7 2012-13.
Se desarrolló en el BBVA Compass Stadium de la ciudad de Houston, Estados Unidos.

## Fase de grupos

### Grupo A
| Equipo            | Encuentros | Encuentros | Encuentros | Encuentros | Tantos  | Tantos    | Tantos     | Puntos |
| Equipo            | jugados    | ganados    | empatados  | perdidos   | a favor | en contra | diferencia | Puntos |
| ----------------- | ---------- | ---------- | ---------- | ---------- | ------- | --------- | ---------- | ------ |
| Inglaterra        | 3          | 3          | 0          | 0          | 72      | 12        | +60        | 9      |
| Nueva Zelanda     | 3          | 2          | 0          | 1          | 90      | 21        | +69        | 7      |
| Países Bajos      | 3          | 1          | 0          | 2          | 59      | 57        | +2         | 5      |
| Trinidad y Tobago | 3          | 0          | 0          | 3          | 5       | 136       | −131       | 3      |

### Grupo B
| Equipo         | Encuentros | Encuentros | Encuentros | Encuentros | Tantos  | Tantos    | Tantos     | Puntos |
| Equipo         | jugados    | ganados    | empatados  | perdidos   | a favor | en contra | diferencia | Puntos |
| -------------- | ---------- | ---------- | ---------- | ---------- | ------- | --------- | ---------- | ------ |
| Estados Unidos | 3          | 2          | 1          | 0          | 75      | 31        | +44        | 8      |
| Canadá         | 3          | 2          | 1          | 0          | 67      | 26        | +41        | 8      |
| Sudáfrica      | 3          | 1          | 0          | 2          | 60      | 46        | +14        | 5      |
| Argentina      | 3          | 0          | 0          | 3          | 0       | 99        | −99        | 3      |

### Grupo C
| Equipo    | Encuentros | Encuentros | Encuentros | Encuentros | Tantos  | Tantos    | Tantos     | Puntos |
| Equipo    | jugados    | ganados    | empatados  | perdidos   | a favor | en contra | diferencia | Puntos |
| --------- | ---------- | ---------- | ---------- | ---------- | ------- | --------- | ---------- | ------ |
| Australia | 3          | 3          | 0          | 0          | 68      | 22        | +46        | 9      |
| Rusia     | 3          | 2          | 0          | 1          | 61      | 20        | +41        | 7      |
| Japón     | 3          | 1          | 0          | 2          | 34      | 67        | −33        | 5      |
| Brasil    | 3          | 0          | 0          | 3          | 12      | 66        | −54        | 3      |

## Fase Final

### Copa de oro
|  | Cuartos de final | Cuartos de final | Cuartos de final |                |                | Semifinales    | Semifinales | Semifinales |               |               | Copa         | Copa         | Copa |  |
|  |                  |                  |                  |                |                |                |             |             |               |               |              |              |      |  |
|  |                  |                  |                  |                |                |                |             |             |               |               |              |              |      |  |
|  | Inglaterra       | Inglaterra       | 19               |                |                |                |             |             |               |               |              |              |      |  |
|  | Inglaterra       | Inglaterra       | 19               |                |                |                |             |             |               |               |              |              |      |  |
|  | Países Bajos     | Países Bajos     | 14               |                |                |                |             |             |               |               |              |              |      |  |
|  | Países Bajos     | Países Bajos     | 14               |                | Inglaterra     | Inglaterra     | 19          |             |               |               |              |              |      |  |
|  |                  |                  |                  |                | Inglaterra     | Inglaterra     | 19          |             |               |               |              |              |      |  |
|  |                  |                  | Nueva Zelanda    | Nueva Zelanda  | 12             |                |             |             |               |               |              |              |      |  |
|  | Nueva Zelanda    | Nueva Zelanda    | Nueva Zelanda    | Nueva Zelanda  | 12             | 12             |             |             |               |               |              |              |      |  |
|  | Nueva Zelanda    | Nueva Zelanda    |                  |                |                |                |             |             |               |               |              |              |      |  |
|  | Canadá           | Canadá           | 10               |                |                |                |             |             |               |               |              |              |      |  |
|  | Canadá           | Canadá           | 10               |                |                |                |             |             |               | Inglaterra    | Inglaterra   | 29           |      |  |
|  |                  |                  |                  |                |                |                |             |             |               | Inglaterra    | Inglaterra   | 29           |      |  |
|  |                  |                  | Estados Unidos   | Estados Unidos | 12             |                |             |             |               |               |              |              |      |  |
|  | Estados Unidos   | Estados Unidos   | Estados Unidos   | Estados Unidos | 12             | 15             |             |             |               |               |              |              |      |  |
|  | Estados Unidos   | Estados Unidos   |                  |                |                |                |             |             |               |               |              |              |      |  |
|  | Rusia            | Rusia            | 7                |                |                |                |             |             |               |               |              |              |      |  |
|  | Rusia            | Rusia            | 7                |                | Estados Unidos | Estados Unidos | 17          |             |               | Tercer lugar  | Tercer lugar | Tercer lugar |      |  |
|  |                  |                  |                  |                | Estados Unidos | Estados Unidos | 17          |             |               | Tercer lugar  | Tercer lugar | Tercer lugar |      |  |
|  |                  |                  | Australia        | Australia      | 5              |                |             |             |               |               |              |              |      |  |
|  | Australia        | Australia        | Australia        | Australia      | 5              | 17             |             |             | Nueva Zelanda | Nueva Zelanda | 12           |              |      |  |
|  | Australia        | Australia        |                  |                |                |                |             |             | Nueva Zelanda | Nueva Zelanda | 12           |              |      |  |
|  | Sudáfrica        | Sudáfrica        | 12               |                |                |                |             |             |               |               | Australia    | Australia    | 17   |  |
|  | Sudáfrica        | Sudáfrica        | 12               |                |                |                |             |             |               |               | Australia    | Australia    | 17   |  |
|  |                  |                  |                  |                |                |                |             |             |               |               |              |              |      |  |

| Bandera de Inglaterra  |
| Campeón Inglaterra     |
| 1º título del circuito |